# Brecé
Brecé is een gemeente in het Franse departement Mayenne (regio Pays de la Loire) en telt 817 inwoners (2004). De plaats maakt deel uit van het arrondissement Mayenne.

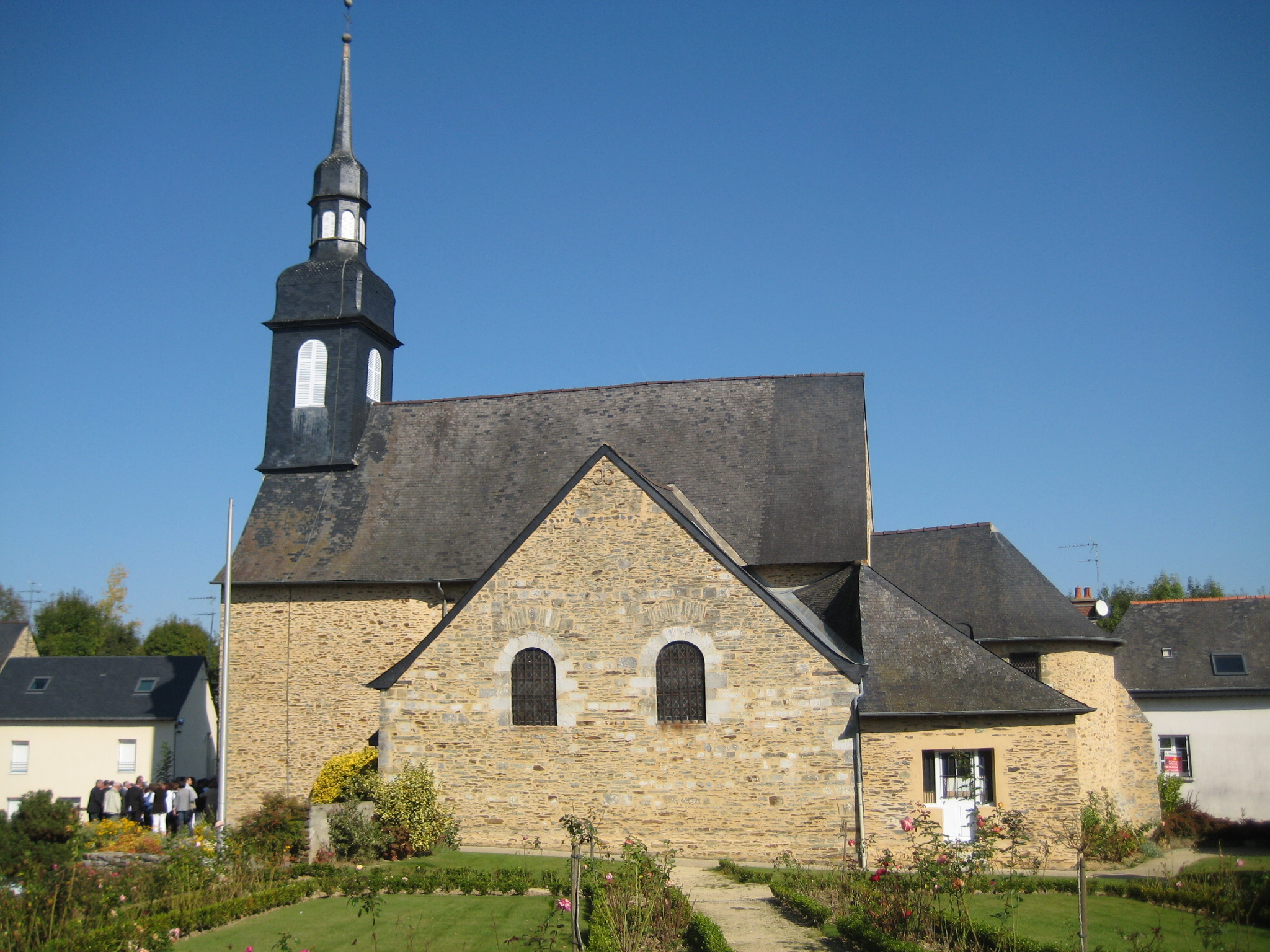
De kerk van Brecé

## Geografie
De oppervlakte van Brecé bedraagt 34,6 km², de bevolkingsdichtheid is 23,6 inwoners per km².

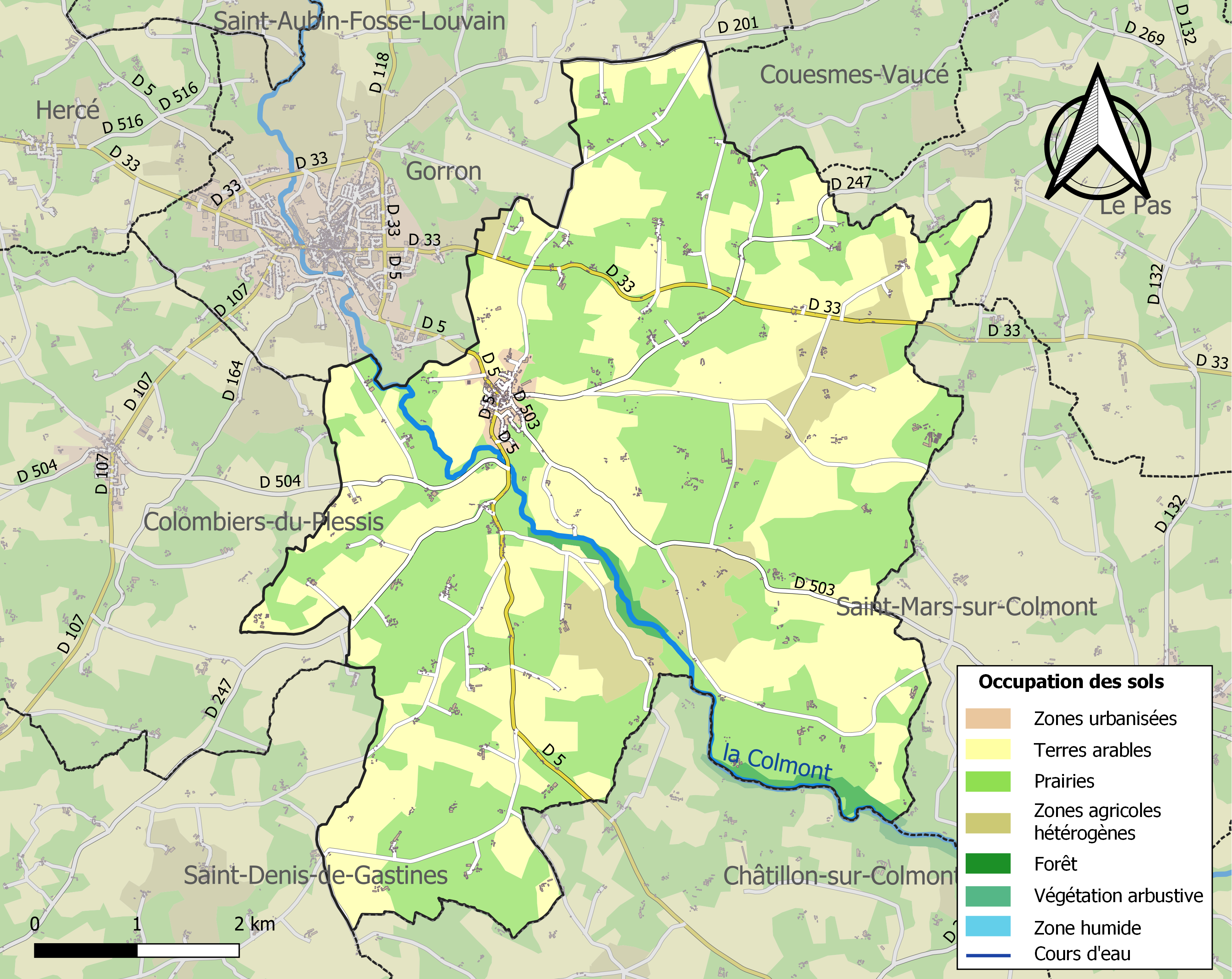
Kaart van de gemeente met de belangrijkste infrastructuur, bodemgebruik en omliggende gemeenten

## Demografie
Onderstaande figuur toont het verloop van het inwonertal (bron: INSEE-tellingen).

1. ↑  Populations de référence 2022.